# Samsung Internet Browser
Samsung Internet Browser è un browser Web mobile per smartphone e tablet e più recentemente anche per gli smartwatch Samsung con Tizen sviluppato da Samsung. È basato sul progetto open source Chromium. È preinstallato sui dispositivi Samsung Galaxy.
Dal 2015 è disponibile per il download su Google Play Store e anche su Galaxy Store per gli utenti con dispositivi Samsung. L'azienda ha stimato, nel 2016, di avere circa 400 milioni di utenti attivi mensili. Secondo StatCounter, aveva una quota di mercato di circa il 4,98% (tra il 53,26% per tutte le varianti di Chrome) intorno a maggio 2018.
La maggior parte delle differenze di codice rispetto alla base di codice standard di Chromium sono state introdotte per supportare l'hardware specifico di Samsung, come Gear VR e sensori biometrici.

## Storia
Samsung Internet ha sostituito il browser Android di serie come predefinito sui dispositivi Samsung Galaxy nel 2012. Verso l'inizio del 2013, è stato deciso di basare il browser su Chromium e la prima versione basata su Chromium è stata lanciata con il Samsung Galaxy S4 più tardi durante l'anno.
| Versione            | Versione di Chromium | Data di rilascio                        | Novità/Note |
| ------------------- | -------------------- | --------------------------------------- | --- |
| Versione 4          | Chromium 44          | Inizio 2016                             | Aggiunge la modalità segreta, schede di contenuto, video flottanti, cronologia video, web push, lavoratori dei servizi, schede personalizzate ed estensione per il blocco dei contenuti. |
| Versione 5          | Chromium 51          | 16 dicembre 2016                        | Aggiunge il pagamento via web e Assistente video. |
| Versione 5.4        | Chromium 51          | Beta a marzo 2017 Stabile a maggio 2017 | Aggiunge la navigazione tramite schede con gesto di scorrimento, menu rapido, pagina di navigazione avanzata (solo in Cina) e un'interfaccia utente dello stato del blocco dei contenuti (nel menu) |
| Versione 6.2        | Chromium 56          | 30 ottobre 2017                         | Aggiunge modalità ad alto contrasto e Modalità Notte. |
| Versione 6.4        | Chromium 56          | 19 febbraio 2018                        | Aggiunge il download manager e abilita il Web Bluetooth per impostazione predefinita. |
| Versione 7.2        | Chromium 59          | 7 giugno 2018                           | Aggiunge WebGL2, Intersection Observer, Web Assembly e Protected Browsing. |
| Versione 7.4        | Chromium 59          | 19 agosto 2018                          | Aggiunge l'autenticazione con Intelligent Scan, Modalità lettura personalizzata e miglioramenti alla Cronologia di download. |
| Versione 8.2        | Chromium 63          | 21 dicembre 2018                        | Download Manager migliorato, modalità lettura migliorata, correzioni di bug e la stabilizzazione e la sincronizzazione rapida degli accessi tramite Smart Switch. |
| Versione 9.2        | Chromium 67          | 2 aprile 2019                           | Rimuove l'estensione "Assistente video" (Video Assistant) che era stato aggiunto nelle versioni precedenti assieme al "menu rapido", è stato rimosso anche il Lettore codice QR e la cronologia video (quest'ultima per motivi di privacy), è stata ridisegnata l'icona dell'applicazione, l'interfaccia utente e la rispettiva one-handness, è stato aggiunto l'Anti- monitoraggio intelligente e anche un'opzione per attivare Salva tutte le immagini, nonché correzioni di bug e stabilizzazione. |
| Versione 9.2.10.15  | Chromium 67          | 19 maggio 2019                          | Aggiunge una funzione di ricerca di +10 e -10 secondi per i video Web di YouTube, ottimizzato l'utilizzo della RAM e risolti due bug che influivano sulla Modalità buia e sul login automatico dell'iride in Modalità DeX. |
| Versione 9.4.00.45  | Chromium 67          | 22 luglio 2019                          | È stato nuovamente implementato il Lettore di codici QR, aggiunta la gestione delle schede per dispositivi tablet, gestione delle notifiche push dai siti web, navigazione nella cronologia in ogni scheda (tenendo premuto il pulsante indietro o avanti della barra di navigazione), aggiunto il controllo della riproduzione automatica di video, funzione rinomina durante l'esecuzione di "aggiungi a schermata Home", funzione pausa/riprendi per "Salva tutte le immagini" e correzione di bug e stabilizzazione.                                                                                            |
| Versione 10.1.00.27 | Chromium 71          | Beta all'8 settembre 2019               | Aggiunge la Sincronizzazione Cloud con accesso rapido, un'interfaccia utente ancora più raffinata e correzioni di bug e stabilizzazione. |
| Versione 10.1.01.3  | Chromium 71          | 3 ottobre 2019                          | Correzione di bug relativi a problemi di condivisione schermo in Preferiti, Cronologia e Pagine salvate per le lingue da destra a sinistra e perfezionato nuovamente l'interfaccia utente. |
| Versione 10.2.00.19 | Chromium 71          | Beta all'11 settembre 2019              | Riaggiunta la funzionalità "Assistente Video" (di conseguenza è ritornata anche la cronologia video) ma con una limitazione: la riproduzione in pop-up e l'opzione Salva video può essere limitata dai fornitori di contenuti, è stata aggiunta la personalizzazione della barra degli strumenti, rinnovato il gestore delle schede e inserita un'opzione per mostrare le schede sotto la barra indirizzi, rendendo l'interfaccia simile a quella dei i browser per PC e aggiunta un'icona Contattaci, una funzionalità che consente alle app di utilizzare Internet Samsung e correzioni di bug e stabilizzazione. |
| Versione 10.2.00.53 | Chromium 71          | 24 novembre 2019                        | Riaggiunta la funzionalità "Assistente Video" (di conseguenza è ritornata anche la cronologia video) ma con una limitazione: la riproduzione in pop-up e l'opzione Salva video può essere limitata dai fornitori di contenuti, è stata aggiunta la personalizzazione della barra degli strumenti, rinnovato il gestore delle schede e inserita un'opzione per mostrare le schede sotto la barra indirizzi, rendendo l'interfaccia simile a quella dei i browser per PC e aggiunta un'icona Contattaci, una funzionalità che consente alle app di utilizzare Internet Samsung e correzioni di bug e stabilizzazione. |
| Versione 10.2.01.10 | Chromium 71          | 14 gennaio 2020                         | Accesso facilitato abilitato per l'impronta digitale in modalità autonoma Samsung DeX, un'acquisizione a scorrimento migliorata e correzioni di arresti anomali causati da determinate condizioni. |
| Versione 11.1.1.20  | Chromium 75          | Beta al 22 gennaio 2020                 | Miglioramenti alla sicurezza, alcuni aggiornamenti dell’interfaccia, la possibilità di scaricare componenti aggiuntivi (che richiedono Android Marshmallow o versioni successive) dal Galaxy Store, oltre ai già presenti adblock, come AdBlocker for YouTube, Mate Translate che permette anche la traduzione di intere pagine e WOT. |
| Versione 11.1.1.52  | Chromium 75          | 25 febbraio 2020                        | Correzioni di bug e miglioramenti della stabilità. |
| Versione 11.2.1.3   | Chromium 75          | 30 aprile 2020                          | Introduzione di miglioramenti dell'usabilità dell'applicazione sui tablet, supporto fino a 99 schede aperte contemporaneamente, possibilità di nascondere i pulsanti funzione e diverse nuove funzionalità per la gestione della privacy nella sezione "Privacy e sicurezza" |
| Versione 12.0.1.47  | Chromium 79          | 19 giugno 2020                          | Apri i collegamenti in Modalità segreta dal menu contestuale, gestori di password di terze parti possono compilare automaticamente ID e password e miglioramenti alla stabilità e alla sicurezza. |
| Versione 13.0.1.7   | Chromium 79          | Beta al 27 agosto 2020                  | Lo scremo Infinity è dotato della funzione "Nascondi barra di stato", funzione "Protezione intelligente" migliorata e aggiunti gesti per l'Assistente video. |
| Versione 13.2.1.14  | Chromium 79          | Beta al 26 novembre 2020                | Possibilità di copiare rapidamente l'indirizzo URL e potenziata la funzione "Protezione intelligente". |

## Supporto
A partire dalla versione 6.2, Samsung Internet Browser supporta tutti i telefoni Android 5.0 e versioni successive.
In precedenza, (v5.0) Samsung Internet Browser era supportato solo sui telefoni Samsung Galaxy e Google Nexus con Android 5.0 e versioni successive.

## Funzionalità
- Estensioni per il blocco dei contenuti.[20]
- Integrazione Gear VR e DeX.[2]
- Supporto KNOX.
- Apri schede e sincronizzazione segnalibri.
- Assistente video.
- Modalità lettura.
- Pagine salvate.
- Mostra schede sotto barra indirizzi.
- Personalizzazione pulsanti funzione.
- Modalità buio.
- "Modalità segreta" e autenticazione biometrica.[21]
- Secure Web Auto Login.
- Funzionalità di SPen.
- Supporto per operatori di servizio e API push.
- Anti-monitoraggio intelligente.
- Lettore di codici QR integrato nella barra degli indirizzi.
- Preferiti